# Cristiano Frattini
Pour les articles homonymes, voir Frattini.
Cristiano Frattini (né le 17 avril 1973 à Castiglione Olona, dans la province de Varèse, en Lombardie) est un coureur cycliste italien, professionnel de 1995 à 2005. Ses frères Francesco et Davide furent également professionnels.

## Biographie
Cristiano Frattini est professionnel de 1995 à 2005. Il n'a remporté aucune victoire professionnelle. À la fin de l'année 2005, son contrat n'est pas renouvelé. Il retourne chez les amateurs. En 2009, il a terminé troisième du championnat d'Italie vétérans, remporté par Daniele Nardello.

## Palmarès
- 1994
  - 3e du Giro del Valdarno
- 1995
  - 2e de la 9e étape du Tour d'Italie

## Résultats sur les grands tours

### Tour de France
1 participation
- 1996 : 103e

### Tour d'Italie
4 participations
- 1997 : 86e
- 1999 : 61e
- 2000 : abandon (10e étape)
- 2003 : 73e

### Tour d'Espagne
1 participation
- 1998 : 68e

## Classements mondiaux
| Année           | 2005  |
| --------------- | ----- |
| UCI Europe Tour | 1213e |